# Глейзер, Эстер
Эстер Глейзер (англ. Esther Glazer, в браке англ. Esther Glazer Hoffman; род. 5 мая 1926, Чикаго) — американская скрипачка.
Окончила Джульярдскую школу (1949), в 1950 году стала одной из победительниц Наумбурговского конкурса молодых исполнителей.
На протяжении нескольких десятилетий интенсивно концертировала в США и за их пределами. Рецензент «Нью-Йорк Таймс» охарактеризовал её как исполнителя «с изысканным вкусом и отработанной техникой».
В 1946 году вышла замуж за дирижёра Ирвина Хоффмана. Нередко они выступали вместе: так, в 1971 году в рамках Променадных концертов в Лондоне Глейзер исполнила скрипичный концерт Игоря Стравинского с Уэльским оркестром Би-Би-Си под управлением Хоффмана. Кроме того, Хоффман (на фортепиано) и Глейзер выступали и как ансамблисты — например, в различных камерных составах в Ванкувере 1950-х гг. (где Хоффман возглавлял Ванкуверский симфонический оркестр), а позднее в Тампе, где в состав фортепианного квартета с их участием вошёл и их 16-летний сын, виолончелист Гэри Хоффман. Заметными музыкантами стали и трое других детей пары: пианист и композитор Джоэл Хоффман, альтист Тоби Хоффман и арфистка Дебора Хоффман (1960—2014).
Преподавала в Университете Британской Колумбии в 1961—1964 гг. и в Университете Тампы в 1970-е гг.